# Соль, Мануэль
Бернардо Мануэль Соль Саньудо (исп. Bernardo Manuel Sol Sañudo; род. 31 августа 1973, Мехико, Мексика) — мексиканский футболист, полузащитник. Известен по выступлениям за клубы «Атланте», «Гвадалахара» и сборную Мексики. Участник Олимпийских игр 1996 года.

## Клубная карьера
Соль начал профессиональную карьеру в клубе УНАМ Пумас. В возрасте 16 лет за команду он дебютировал в мексиканской Примере. В 1995 году Давид перешёл в «Некаксу» в составе которой стал чемпионом и обладателем Кубка Мексики. После триумфального сезона Мануэль без особого успеха выступал за «Атланте», «Пуэблу» и «Монтеррей», нигде не задерживаясь надолго.
В 2001 году Соль подписал контракт с клубом «Гвадалахара». За команду он выступал на протяжении шести сезонов до конца карьеры. С «Гвадалахарой» Мануэль во второй раз выиграл чемпионат Мексики, после чего завершил выступления.

## Международная карьера
В 1993 году в составе молодёжной сборной Мексики Мануэль принял участие в молодёжном чемпионате мира в Австралии.
12 июня 1996 года в товарищеском матче против сборной Ирландии Соль дебютировал за сборную Мексики. В том же году в составе олимпийской сборной Мексики Давид принял участие в Олимпийских играх в Атланте. На турнире он сыграл в матчах против команд Италии, Южной Кореи, Ганы и Нигерии.

## Достижения
Командные
 «Некакса»
- Чемпионат Мексики по футболу — 1995/1996
- Обладатель Кубка Мексики — 1995

 «Гвадалахара»
- Чемпионат Мексики по футболу — Апертура 2006